# Hans Speier
Hans Speier (* 3. Februar 1905 in Berlin; † 17. Februar 1990 in Sarasota, Florida) war ein US-amerikanischer Soziologe deutscher Herkunft.

## Leben

### In Deutschland – bis zur Emigration
Speier besuchte das Helmholtz Realgymnasium in Berlin-Friedenau, wo er 1923 das Reifezeugnis erhielt. Auf Drängen seines Vaters, der durch die Inflation verunsichert war, begann er vor dem eigentlich beabsichtigten Studium eine Ausbildung zum Bankkaufmann, während der er nur mittags Vorlesungen an der Friedrich-Wilhelms-Universität hörte. Nach einem Jahr brach er die Banklehre ab, gab Nachhilfeunterricht in Mathematik und hielt sich die Vormittage für das Studium von Philosophie, Politik und Geschichte frei.
Ab 1925 studierte Speier dann an der Universität Heidelberg die Hauptfächer Soziologie und Nationalökonomie sowie die Nebenfächer Philosophie und Geschichte und wurde bereits nach sechs Semestern 1929 mit einer Dissertationsschrift über die Geschichtsphilosophie Lassalles promoviert. Er war der erste Doktorand des Soziologen Karl Mannheim, studierte aber überwiegend beim Nationalökonomen Emil Lederer, dessen Assistent er bereits als Student wurde und dann noch einmal 1932/33 in Berlin.
Mit Unterstützung von Rudolf Hilferding (einem Studienfreund von Lederer) bekam Speier 1929 eine Anstellung als Redakteur für Sozialwissenschaften beim Ullstein Verlag in Berlin. 1931 wurde er Dozent für Soziologie an der Deutschen Hochschule für Politik und war zudem in der Arbeiterbildung der SPD tätig. 1932 wurde er außerdem Assistent Emil Lederers an der Friedrich-Wilhelms-Universität. Nach der Machtübernahme der Nationalsozialisten wurde die Deutsche Hochschule für Politik geschlossen. Speiers Ehefrau Lisa Griesbach verlor ihre Stellung als Fürsorgeärztin in Berlin-Wedding, weil sie jüdischer Herkunft war. Im September 1933 emigrierte er in die USA und folgte damit seinem Lehrer Emil Lederer. Seine Frau folgte mit der Tochter im Oktober 1933. Im Jahr 1939 bekamen sie noch einen Sohn.

### Nach der Emigration – in den USA
In den USA war er von 1933 bis 1942 und von 1947 bis 1948 Professor für Politische Soziologie an der New School for Social Research in New York. Während des Zweiten Weltkrieges und in den ersten Nachkriegsjahren arbeitete er erst als Propagandaspezialist und dann als Deutschlandexperte für die US-amerikanische Regierung. Speier lehrte auch an der University of Illinois (1941) und der University of Michigan (1941). 1948 wurde er der erste Direktor der sozialwissenschaftlichen Abteilung der RAND Corporation, eine Position, die er knapp 15 Jahre innehatte. 1959 wurde er in die American Academy of Arts and Sciences gewählt. Von 1969 bis 1973 war er schließlich Robert M. MacIver Professor of Sociology and Government an der University of Massachusetts in Amherst. 1976 kehrte er als Gastprofessor an die New School for Social Research zurück. Er wohnte in Hartsdale, New York und starb während eines Florida-Urlaubs.

## Das soziologische Werk
Speier war zeit seines akademischen Lebens mit Fragen der Wissenssoziologie und der Intellektuellensoziologie befasst, insbesondere mit der Marx’schen Konzeption des Intellektuellen. In den 1930er Jahren arbeitete er zudem im Sinne Emil Lederers an einer Angestelltensoziologie, die den führungsbedingten Opportunismus von Angestellten infolge der hierarchischen Organisation der Arbeit analysierte. Seine Untersuchung Die Angestellten vor dem Nationalsozialismus konnte aber 1933 nicht mehr veröffentlicht werden, einige Kapitel erschienen 1939 als hektographierte Ausgabe in englischer Übersetzung. Das vollständige Buch wurde erst 1977 in Deutschland publiziert, eine englische Übersetzung erschien 1986. Nach der Emigration beschäftigte sich Speier zunehmend mit Fragen des Militarismus und legte Beiträge zur Soziologie des Krieges vor.

## Schriften (Auswahl)
- Die Geschichtsphilosophie Lassalles, in: Archiv für Sozialwissenschaft und Sozialpolitik 61, 1929, S. 103–127 (= Dissertation, Teildruck).
- Betrachtungen zur Erfassung der sozialen Struktur. In: Archiv für Sozialwissenschaft und Sozialpolitik 69 (1933), H. 6, S. 707–725.
- Social Order and the Risks of War. Papers in Political Sociology. New York, Stewart 1952.
- Divided Berlin. The anatomy of Soviet political blackmail. New York, Praeger 1961.
  - deutsch: Die Bedrohung Berlins. Eine Analyse der Berlin-Krise von 1958 bis heute. Köln, Kiepenheuer & Witsch 1961.
- Force and Folly. Essays on Foreign Affairs and the History of Ideas. Cambridge, Mass., M.I.T. Press 1969.
- Witz und Politik. Essay über die Macht und das Lachen. Osnabrück/Zürich, Edition Interfrom 1975. ISBN 3-7201-5058-5.
- Die Angestellten vor dem Nationalsozialismus. Ein Beitrag zum Verständnis der deutschen Sozialstruktur 1918–1933. Göttingen, Vandenhoeck & Ruprecht 1977. ISBN 3-525-35979-9.
  - englisch: German White-Collar Workers and the Rise of Hitler. New Haven, Yale University Press 1986. ISBN 0-300-03701-5.
- From the Ashes of Disgrace. A Journal from Germany 1945–1955. Amherst, University of Massachusetts Press 1981. ISBN 0-87023-135-9.
- The Truth in Hell and Other Essays on Politics and Culture 1935–1987. New York, Oxford University Press 1989. ISBN 0-19-505875-5.
  - darin: Introduction. Autobiographical Notes. S. 3–32 mit Bibliographie auf S. 30–32.
- Die Intellektuellen und die moderne Gesellschaft. Herausgegeben und eingeleitet von Robert Jackall. Graz, Wien, Nausner & Nausner 2007. ISBN 978-3-901402-41-8 Inhaltsverzeichnis (mit Schriftenverzeichnis von Hans Speier).